# Lou Reed
Lewis Allen "Lou" Reed (Brooklyn, Nova Iorque, 2 de março de 1942 — Long Island, Nova Iorque, 27 de outubro de 2013) foi um músico e compositor americano. Foi considerado o 81.º melhor guitarrista de todos os tempos pela revista norte-americana Rolling Stone.
Juntamente com John Cale, ele fundou a banda produzida por Andy Warhol, The Velvet Underground. A banda influenciou Iggy Pop, New York Dolls, David Bowie, e posteriormente, toda a cena pós-punk inglesa. Admirador de Edgar Allan Poe e Raymond Chandler, além de James Joyce, a quem faz referências em Blue Mask. The Velvet Underground foi um fracasso comercial no final dos anos 60, mas o grupo influenciou diversas outras bandas nas décadas seguintes, passando a se tornar uma das bandas mais citados e influentes da época. Uma célebre frase de Brian Eno mostra a influência musical da banda: "... toda a gente que comprou uma dessas 30 mil cópias iniciou uma banda".
Após sua saída do grupo, Reed começou uma carreira solo em 1972. Ele teve êxito no ano seguinte com "Walk on the Wild Side", mas depois não emplacou o sucesso comercial que parecia ter potencial. Reed era conhecido por sua voz inexpressiva diferenciada, letras poéticas e de cunho social crítico como pobreza, entorpecentes e desigualdade social. Por seu trabalho nas décadas de 60 e 70, Reed conquistou a reputação de pioneiro nos estilos punk, noise rock e industrial.
Na vida pessoal, era abertamente bissexual tendo, na década de 70, um relacionamento com uma mulher trans. Em maio de 2013 passou por um transplante de fígado. Voltou a ser internado em julho com um quadro de desidratação severa, vindo a morrer em 27 de outubro do mesmo ano. Seu corpo foi cremado.

## Vida

### Infância e juventude
Lou Reed nasceu no Brooklyn em uma família de judeus de sobrenome Rabinowitz (posteriormente modificado para Reed). Ele cresceu em Long Island, em Freeport. Cedo ele descobriu seu interesse por música e durante seus anos escolares interessava-se por Rock n’ roll e Blues. Seu primeiro disco foi lançado sob o selo de Bob Shads, “Time”, e na adolescência foi membro de uma banda Doo Wop chamada “The Jades”.
Reed distanciou-se de seus pais e passou a estudar na universidade de Syracuse, onde, nos anos 60, começou a estudar e formou-se em língua inglesa. Seu professor e mentor intelectual na Universidade era Delmore Schwartz, de quem ele também era amigo pessoal. Uma vez Lou Reed disse que seu objetivo era trazer a sensibilidade e a inteligência do romance para o rock ou transformar os grandes romances americanos em música. Mais tarde Lou Reed escreveu que as canções “My House” e “European Son” como tributos a Schwartz, que teve uma grande influência na parte mais madura da carreira do compositor.
Durante seu período de estudos em Syracuse, Reed desenvolveu também interesse por free-jazz e música experimental como a de La Monte Young, com quem John Cale trabalhou.

### Primeiros passos musicais
Reed se mudou para Nova York em 1963, onde trabalhou como compositor para a gravadora Pickwick Records, que produzia “música para dançar” em escala industrial. Em 1964, ele logrou certo êxito com “The Ostrich”, um grupo de paródia de música de dança popular, e os produtores de discos logo se deram conta de seu talento promissor. Mais tarde, no mesmo ano, Reed fundou o grupo “The Primitives”, ao lado de John Cale. Ele conhecera John Cale, que estudava música, ao acaso em Nova York. Cale se surpreendeu com a maneira inovadora como Reed tocava guitarra. Reed se acostumou a afinar as cordas de sua guitarra de uma maneira que criasse um efeito chamado drone, o que harmonizava com a música experimental de Cale. Quando Cale ouviu o repertório das composições de Reed - incluindo uma versão inicial de “Heroin” - eles decidiram colaborar e formar uma banda.

### Vida pessoal
O primeiro casamento de Reed com Bettye Kronstadt durou pouco tempo e se dissolveu durante as gravações de Berlim em 1973. De 1976 a 1978, Reed namorou uma mulher trans chamada Rachel Humphreys, considerada sua musa, e uma figura profundamente impactante em sua vida. Rachel é referenciada diretamente na música “Coney Island Baby" (“I’d like to send this one out to Lou and Rachel, and all the kids at P.S. one ninety-two”), e é tida como principal inspiração para o restante das canções do álbum homônimo. Ainda assim, Lou se auto-identificou publicamente como gay ao longo dos anos 70. No “Valentine’s Day” de 1980, Reed casa-se com Sylvia Morales, que havia conhecido em um clube de sadomasoquismo no bairro de Greenwich Village. Ele deixa Morales em 1992, após conhecer a artista Laurie Anderson em Munique. Reed e Anderson se tornam um casal em 1995 e passam a viver juntos no West Village desde então. Os dois se casam efetivamente em 12 de abril de 2008 em Boulder, Colorado.
Reed era um mestre do boxe nas sombras do Tai Chi Chuan. Desde 1980, ele praticava Tai Chi estilo Chen e treinou com o mestre chinês Ren Guang Yi por muitos anos.

## Velvet Underground
Reed e Cale apareceram em 1965, juntamente com Sterling Morrison e Maureen Tucker pela primeira vez sob o nome "The Velvet Underground". Essa banda com estilo inovador até hoje está indissoluvelmente ligada ao nome de Reed, apesar de sua carreira solo de sucesso posterior. Reed foi cofundador e idealizador da banda produzida por Andy Warhol ao lado de John Cale e tocou guitarra, cantou e escreveu a maioria das canções. Embora a banda não tenha tido sucesso comercial durante sua existência, The Velvet Underground é considerada uma das bandas alternativas mais influentes de todos os tempos e pioneira na música punk e independente mais tarde. Um sucesso notável foi o álbum de estreia “The Velvet Underground & Nico” (o famoso álbum da banana) com a cantora alemã Nico, com quem Lou Reed esteve emocionalmente envolvido. Uma prévia do trabalho posterior de Reed na década de 1970 foi o LP “White Light/White Heat”, que foi elaborado com feedback atonal. 

## Carreira solo

### Anos 70
Depois de se separar do Velvet Underground, Reed iniciou sua carreira solo em 1972 com um álbum de estreia que carregava seu próprio nome. Ele contém principalmente canções que foram criadas na fase final da Velvet Underground. Apesar das críticas boas, o sucesso comercial não foi atingido. O álbum alcançou apenas o ranking 189 das paradas da Billboard nos EUA e sequer conseguiu uma colocação no Reino Unido. Do álbum, dois singles foram extraídos (Going Down e Wild Child).
Mais tarde naquele ano, Reed lançou o álbum glam rock “Transformer”, produzido por David Bowie e Mick Ronson. Ele trouxe a Lou Reed uma certa popularidade em massa pela primeira vez - a canção intitulada “Walk on the Wild Side” (com o solo de saxofone barítono de Ronnie Ross) é hoje um clássico. Em 1973, seguiu o álbum “Berlin”, que trata de uma história de amor fracassada de dois junkies na cidade que dá nome ao álbum. O álbum é caracterizado por seu humor mordaz e contém canções como “Caroline Says II (sobre violência)”, “The Kids (sobre prostituição e uso de drogas)”, “The Bed (sobre suicídio)” e, não surpreendentemente, “Sad Song”. “Berlin” é visto como uma obra-prima atualmente, mas na época de seu lançamento deparou-se com quase completa falta de entendimento e horror entre a imprensa e o público. Lou Reed ficou tão decepcionado com esse fracasso que disse na época que havia "pendurado as chuteiras". Isso significou, por parte dele, confronto severo ou indiferença desdenhosa com a imprensa do rock, seu público na época e sua própria carreira comercial pelo resto da década. Além disso e não menos importante, as dificuldades das turnês quase intermináveis colaboraram para levá-lo à beira do abismo. Em entrevistas posteriores, ele refletiu com autocrítica sobre seus excessos na época como sendo uma revolta infantil.
Em 1975, ele criou o álbum duplo “Metal Machine Music”, que consiste principalmente em feedback de guitarra, sendo difícil reconhecer melodia ou estrutura das músicas. O álbum é controverso: Enquanto o “Chicago Tribune” classificou o disco como um "gesto barato na indústria fonográfica" ou uma "piada de mau gosto", o jornalista de rock Lester Bangs o chamou de genial. Embora o elenco que apareça no álbum seja fictício, Reed enfatizou que era um trabalho realmente sério. De qualquer forma, foi uma provocação sem precedentes para uma "grande gravadora" por parte de um artista de discos até então bastante comerciais. Mais tarde, o trabalho foi transcrito para instrumentos acústicos clássicos pelo “Ensemble for Contemporary Music Zeitkratzer” de “Berlin” e estreou na mesma cidade em 2002.
O tempestuoso MMM foi seguido pelo álbum melodicamente suave “Coney Island Baby”, que o trouxe de volta às paradas. As gravações de Lou Reed do final da década de 1970 são vistos pelos críticos como menos bem-sucedidas e bastante desequilibradas. Isso é atribuído a seus problemas crescentes com drogas e ao fato de que as gravadoras limitaram seu espaço para criações.

### Anos 80
No início dos anos 80, Reed desistiu da vida autodestrutiva e das turnês sem fim para se dedicar a pôr coisas mais importantes, como seu aclamado álbum de retorno “The Blue Mask”. Ele se casou com Sylvia Morales, que então tornou-se sua empresária por um longo período. Essa virada em direção a uma atitude mais madura, sóbria e, portanto, a uma vida mais disciplinada se refletiu em seus registros bastante calmos e serenos dessa década. Isso também causou críticas duras da imprensa do rock, pela qual ele era frequentemente considerado o epítome do rebelde impiedoso. No entanto, Reed havia anunciado anteriormente que acreditava na longevidade e no autocontrole e que era muito crítico do papel bastante ambíguo da "vítima do rock and roll".

### Anos 90
Com seu bem-sucedido álbum “New York”, de 1989, Reed jogou sua raiva contra os problemas políticos de sua cidade natal, como a poluição, a injustiça social e o racismo. Ele também citou diversos famosos em suas músicas, como Jesse Jackson, o Papa João Paulo II, Kurt Waldheim e Stevie Wonder. A ex-baterista da Velvet Underground, Moe Tucker, tocou bateria em duas faixas.
Quando Andy Warhol, ex-patrono e produtor da Velvet Underground, morreu, Lou Reed trabalhou novamente em colaboração com o segundo cocriador da Velvet Underground, John Cale, após uma pausa de 15 anos.
O resultado foi o álbum “Songs for Drella”, uma biografia de Warhol e um autorretrato no rock minimalista. As letras desse álbum transmitem um afeto emocionante e confissões dolorosas, sem perder o humor. São mencionadas a tentativa de assassinato de Warhol por Valerie Solanas em 1968, sua ética de trabalho austera, sua solidão inimaginável em meio ao sucesso e ao glamour, suas pequenas fraquezas e a possível negligência por parte dos médicos. Em 1993, houve uma reunião inesperada da Velvet Underground. Essa reunião teve bastante sucesso com o público, mas apenas por um curto período de tempo, até que as velhas tensões e diferenças dentro do grupo rapidamente voltassem a separar seus integrantes.
Reed continuou suas notas sombrias com “Magic and Loss”, um álbum sobre a perda de amigos para o câncer. Em 1997, mais de trinta artistas gravaram em conjunto a música “Perfect Day” para a Fundação da “BBC Children in Need”.

### Década de 2000
Juntamente com Robert Wilson, responsável pelo conceito cênico, Reed criou a peça POEtry, que estreou em 2000 no Teatro Thalia, em Hamburgo. Reed escreveu o libreto, as letras e a música para a peça de três horas. O título POEtry é um trocadilho de POE entre Edgar Allan Poe e poetry, a palavra em inglês para poesia. Em 2001, Reed foi vítima de um boato anunciando sua morte como resultado de overdose de heroína. Baseado no trabalho de Edgar Allan Poe, ele publicou em 2003 também o CD duplo “The Raven”, no qual participaram artistas como Laurie Anderson, Ornette Coleman, David Bowie, Julian Schnabel, Willem Dafoe e Antony. Um remix de sua música “Satellite of Love”, (Satellite of Love '04), de Groovefinder, foi lançado em 2004 e alcançou o 10º lugar nas paradas britânicas. Em 2007, ele gravou a canção “Tranquilize” com a banda “The Killers”. A turnê europeia planejada para outubro de 2009 com sua recém-formada banda “Metal Machine Trio” (Krems, Wroclaw, Berna, Leipzig, Hamburgo, Berlim) foi, segundo a agência londrina Primary Talent International, cancelada por "sérios problemas pessoais".

### Década de 2010
Depois de aparecer com o Metallica por ocasião de sua inclusão no Hall da Fama do Rock and Roll em 2009, Lou Reed gravou com eles o álbum Lulu. A participação do Metallica no álbum Lulu foi confirmada no site oficial da banda. Lulu possui dez canções e foi lançado no dia 31 de outubro de 2011. O disco não foi bem recebido pelo público por não repetir a fórmula que levou os Metallica ao topo do estilo speed metal. Com poucos solos e riffs, e Lou Reed recitando poemas durante todas as músicas, houve um péssimo feedback acerca do álbum, principalmente entre os seguidores do Metallica.

## Estilo e repercussão
As temáticas de Lou Reed estavam muito à frente do rock da época. A música popular só conquistou Reed com o surgimento do punk de meados para o final da década de 1970, mas mesmo assim suas músicas eram únicas: sobrepostas ao feedback da guitarra ou delicadamente melódicas; Reed geralmente cantava sobre temáticas que iam do perturbador ao cruel, não apenas na sociedade estabelecida, mas também na contracultura ou no "underground" da época. “Walk on the Wild Side” é uma saudação irônica aos lúmpens, traficantes e travestis que frequentavam a Factory, de Andy Warhol. “Perfect Day” foi incluída mais tarde na trilha sonora do filme “Trainspotting”. Lou Reed registrou e desenvolveu tópicos que tratavam de Allen Ginsberg, William S. Burroughs e Jean Genet.
Reed sempre foi um artista de personalidade forte que raramente se adaptou ao espírito predominante da época. Ele preferia roupas de couro preto e sadomasoquistas durante a era hippie colorida e otimista da década de 1960. Esse traje talvez fosse uma correspondência visual de sua atitude deliberadamente cética e distante da realidade urbana. Característico para ele também é um humor surpreendentemente seco e irônico que permeia seus textos e outras expressões artísticas. O tema principal de suas canções mais lacônicas é frequentemente a "vida quebrada" na selva urbana, mas também no idílio suburbano aparentemente intacto. Seus personagens estão, na maioria das vezes, enredados em suas contradições insolúveis ou abismos mentais.
O teor de seus textos é pessimista, sem ilusões, ainda que mais compassivo do que cínico. No entanto, sua simpatia não se dirige a jornalistas, aos quais ele repetidamente definiu como “uma espécie altamente ignorante, insincera e invasiva” até sua morte, e que muitas vezes se tornaram o alvo preferido de suas temidas astúcia e franqueza. Como Warhol ou um artista da Fluxus, ele fez que suas entrevistas irritantes se transformassem em pequenas performances artísticas, minando completamente as expectativas do questionador.
Lou Reed foi considerado um artista briguento e imprevisível. Nas últimas décadas, ele sentiu que o rock estava cada vez mais sujeito a conteúdos e limites musicais mais estreitos e procurou trabalhar com colegas ou amigos de outras áreas como Paul Auster, Julian Schnabel, Philip Glass, Jim Jarmusch, Robert Wilson e Wim Wenders para explorar novas oportunidades por si mesmo.

## Homenagens
Como membro do The Velvet Underground, Reed foi inserido no Hall da Fama do Rock and Roll em 1996. Na cerimônia, Patti Smith fez o discurso da homenagem. Em 2015, Reed também foi incluído como artista solo no mesmo Hall da Fama.
A influente revista de música Rolling Stone inclui Reed em várias de suas listas de melhores artistas. Enquanto “The Velvet Underground” é classificada como número 19 dos 100 maiores artistas, todos os quatro álbuns que Reed gravou como um membro da banda estão na lista dos 500 melhores álbuns de todos os tempos, estando “The Velvet Underground & Nico” em 13a posição e “White Light / White Heat” em 293a, “The Velvet Underground” ficou em 314a posição e “Loaded” em 110a. Dois álbuns que Reed gravou como artista solo, “Transformer” e “Berlin”, foram classificados na posição 194 e 344 da mesma lista, embora o último álbum houvesse sido chamado de "desastre" trinta anos antes pela mesma revista.
Em 2004, a revista Rolling Stone atribui-lhe o lugar 52 entre os cem maiores guitarristas (o avaliou como 52.º dos 100 maiores guitarristas). Em 2011, conferiu-lhe a posição 81. Na lista dos cem maiores cantores, ele está classificado desde 2005 na posição 62. Em 2015, a mesma revista o colocou no vigésimo primeiro lugar entre os cem melhores compositores de todos os tempos.
No vigésimo aniversário da Revolução de Veludo, em novembro de 2009, Václav Havel convidou Lou Reed, a quem ele apreciava há muito tempo, para visitar Praga juntamente com Joan Baez, Suzanne Vega e Renée Fleming. Havel elogiou-os com as seguintes palavras: "Esses artistas são conhecidos por seu livre pensamento. Eles sempre estiveram do lado da liberdade e muitos deles expressaram sua solidariedade em épocas mais sombrias". O Metal Machine Music também foi votado como um dos "cem discos que incendiaram o mundo (enquanto ninguém ouvia)” da The Wire.
Em 2012, um gênero de aranha foi designado em sua homenagem (Loureedia) e em 2015 um asteroide ((270 553) Loureed) ganhou seu nome.

## Discografia
| - The Velvet Underground and Nico (1967) - White Light/White Heat (1968) - The Velvet Underground (1969) - Loaded (1970) - Live at Max's Kansas City (1972, gravado em 1970) - 1969: The Velvet Underground Live (1974, gravado em 1969) - VU (1985, gravado entre 1968–1969) - Another View (1986, gravado entre 1967–1969) - Live MCMXCIII (1993) - Peel Slowly and See (boxset de 1995 box set, gravado entre 1965–1970) - Bootleg Series Volume 1: The Quine Tapes (2001, gravado ao vivo em 1969) - The Very Best of the Velvet Underground (2003, gravado entre 1966–1970) | Solo Álbuns de estúdio 1972 – Lou Reed 1972 – Transformer 1973 – Berlin 1974 – Sally Can't Dance 1975 – Metal Machine Music 1976 – Coney Island Baby 1976 – Rock 'n' Roll Heart 1978 – Street Hassle 1979 – The Bells 1980 – Growing Up in Public 1982 – The Blue Mask 1983 – Legendary Hearts 1984 – New Sensations 1986 – Mistrial 1989 – New York 1992 – Magic and Loss 1996 – Set the Twilight Reeling 2000 – Ecstacy 2003 – The Raven 2007 – Hudson River Wind Meditations | - 1974 – Rock 'n' Roll Animal - 1975 – Lou Reed Live - 1978 – Live: Take No Prisoners - 1984 – Live in Italy - 1997 – Live in Concert - 1998 – Perfect Night: Live in London - 2001 – American Poet - 2004 – Animal Serenade - 2008 – Berlin: Live At St. Ann's Warehouse - 2009 – The Creation of the Universe (« Metal Machine Trio ») - 1990 – Songs for Drella, com John Cale - 2004 – Le Bataclan '72, com John Cale e Nico - 2005 – Fistful of Love com Antony and the Johnsons - 2007 – Tranquilize, com The Killers - 2010 – Some Kind Of Nature, com Gorillaz - 2011 – Lulu, com Metallica - 2012 – The Wanderlust, com Metric |